# Esteban Crucci
Esteban Nahuel Crucci Picardo (5 de julio de 2006, Montevideo) es un futbolista uruguayo que juega como delantero centro en el Montevideo Wanderers F. C. de la Primera División de Uruguay. Es internacional con la selección de fútbol sub-20 de Uruguay.

## Selección nacional
Crucci ha sido internacional con la selección de Uruguay en las categorías juveniles sub-17 y sub-20.
El 10 de junio de 2022 hizo su debut con la selección sub-17 de Uruguay en un amistoso ante Japón.
El 7 de enero de 2025 fue confirmado en el plantel para jugar el Campeonato Sudamericano Sub-20 disputado en Venezuela, por el entrenador Fabián Coito.